# Unione Calcio Sampdoria 2004-2005
Questa voce raccoglie le informazioni riguardanti l'Unione Calcio Sampdoria nelle competizioni ufficiali della stagione 2004-2005.

## Stagione
Nella stagione 2004-2005 la squadra blucerchiata è ancora affidata a Walter Novellino e riesce a migliorarsi, dall'ottavo posto della stagione scorsa, ottiene il quinto posto con 61 punti nel massimo campionato, centrando la qualificazione alla Coppa UEFA, ma mancando la Champions League per un solo punto, rispetto all'Udinese. Per il Doria sono 28 i punti raccolti nel girone di andata e 33 nel ritorno, con lo sprint finale perso di un soffio, per entrare in Europa dalla porta principale, contro i friulani. Ottimo il torneo del bomber Francesco Flachi autore di 14 reti in campionato. Discreto il percorso della Sampdoria in Coppa Italia dove entra in scena negli ottavi di finale superando il Torino nel doppio confronto, poi nei quarti di finale cede al Cagliari il passaggio alle semifinali, perdendo (2-0) in Sardegna e vincendo (3-2) a Marassi.

## Rosa
| N. |                        | Ruolo | Calciatore          |
| -- | ---------------------- | ----- | ------------------- |
| 1  | Italia (bandiera)      | P     | Luigi Turci         |
| 2  | Italia (bandiera)      | D     | Ivan Artipoli       |
| 3  | Italia (bandiera)      | D     | Stefano Bettarini   |
| 4  | Italia (bandiera)      | C     | Sergio Volpi        |
| 5  | Italia (bandiera)      | D     | Moris Carrozzieri   |
| 7  | Italia (bandiera)      | A     | Biagio Pagano       |
| 8  | Italia (bandiera)      | C     | Mark Edusei         |
| 9  | Italia (bandiera)      | A     | Fabio Bazzani       |
| 9  | Italia (bandiera)      | A     | Simone Inzaghi      |
| 10 | Italia (bandiera)      | A     | Francesco Flachi    |
| 12 | Italia (bandiera)      | P     | Daniele Padelli     |
| 13 | Bielorussia (bandiera) | A     | Vitalii Kutuzov     |
| 14 | Italia (bandiera)      | D     | Marcello Castellini |
| 15 | Italia (bandiera)      | C     | Marco Donadel       |
| 16 | Italia (bandiera)      | C     | Danilo Soddimo      |
| 17 | Italia (bandiera)      | C     | Angelo Palombo      |

| N. |                   | Ruolo | Calciatore          |
| -- | ----------------- | ----- | ------------------- |
| 18 | Italia (bandiera) | A     | Sebastiano Zane     |
| 19 | Italia (bandiera) | D     | Giulio Falcone      |
| 20 | Italia (bandiera) | A     | Fausto Rossini      |
| 21 | Italia (bandiera) | P     | Francesco Antonioli |
| 22 | Italia (bandiera) | D     | Max Tonetto         |
| 23 | Italia (bandiera) | C     | Aimo Diana          |
| 26 | Italia (bandiera) | D     | Marco Pisano        |
| 27 | Italia (bandiera) | C     | Cristiano Doni      |
| 32 | Italia (bandiera) | D     | Simone Pavan        |
| 46 | Italia (bandiera) | P     | Emanuele Bianchi    |
| 72 | Italia (bandiera) | D     | Stefano Sacchetti   |
| 75 | Italia (bandiera) | C     | Vincenzo Iacopino   |
| 77 | Italia (bandiera) | D     | Cristiano Zenoni    |
| 81 | Italia (bandiera) | A     | Andrea Gasbarroni   |
| 86 | Italia (bandiera) | A     | Mattia Roselli      |

## Risultati

### Serie A

#### Girone di andata
| Arbitro: | Rosetti (Torino) |

|  |           |                     |
|  | Marcatori | 29’ (rig.) Di Canio |

| Arbitro: | Ayroldi (Molfetta) |

|                              |           |           |
| Vergassola 10’ Portanova 71’ | Marcatori | 5’ Flachi |

| Arbitro: | Dondarini (Finale Emilia) |

|  |           |                                                    |
|  | Marcatori | 19’ (rig.) Del Piero 69’ Ibrahimović 87’ Trezeguet |

| Arbitro: | Preschern (Mestre) |

|  |           |                                 |
|  | Marcatori | 11’ Fabio Bazzani 64’ Sacchetti |

| Arbitro: | Rosetti (Torino) |

|                          |           |  |
| F. Rossini 78’ Diana 88’ | Marcatori |  |

| Arbitro: | Rizzoli (Bologna) |

|  |           |             |
|  | Marcatori | 36’ Bazzani |

| Arbitro: | Saccani (Mantova) |

|  |           |                      |
|  | Marcatori | 56’ (rig.) Di Biagio |

| Arbitro: | Paparesta (Bari) |

|  |           |                     |
|  | Marcatori | 32’ Volpi 35’ Diana |

| Arbitro: | Farina (Novi Ligure) |

|  |           |                |
|  | Marcatori | 76’ Shevchenko |

| Bergamo 7 novembre 2004 10ª giornata | Atalanta          | 0 – 0 referto | Sampdoria | Stadio Atleti Azzurri d'Italia\| Arbitro: \| Collina (Bergamo) \| |
| Arbitro:                             | Collina (Bergamo) |               |           |                                                                   |

| Genova 10 novembre 2004 11ª giornata | Sampdoria         | 0 – 0 referto | Cagliari | Stadio Luigi Ferraris\| Arbitro: \| Messina (Bergamo) \| |
| Arbitro:                             | Messina (Bergamo) |               |          |                                                          |

| Arbitro: | Girardi (San Donà di Piave) |

|                      |           |  |
| Toni 18’ Brienza 47’ | Marcatori |  |

| Arbitro: | Messina (Bergamo) |

|                     |           |  |
| Flachi 90+2’ (rig.) | Marcatori |  |

| Arbitro: | Tombolini (Ancona) |

|                  |           |            |
| Totti 84’ (rig.) | Marcatori | 81’ Pagano |

| Arbitro: | Messina (Bergamo) |

|            |           |  |
| Flachi 16’ | Marcatori |  |

| Arbitro: | Ayroldi (Molfetta) |

|             |           |                                                  |
| Vucinic 54’ | Marcatori | 38’ (rig.), 50’ Flachi 61’ Tonetto 90+2’ Kutuzov |

| Arbitro: | Collina (Viareggio) |

|                                  |           |  |
| Flachi 68’ De Sanctis 75’ (aut.) | Marcatori |  |

| Arbitro: | Bertini (Arezzo) |

|                                         |           |                         |
| Martins 88’ C. Vieri 90+1’ Recoba 90+3’ | Marcatori | 44’ Tonetto 83’ Kutuzov |

| Genova 16 gennaio 2005 19ª giornata | Sampdoria            | 0 – 0 referto | Bologna | Stadio Luigi Ferraris\| Arbitro: \| Gabriele (Frosinone) \| |
| Arbitro:                            | Gabriele (Frosinone) |               |         |                                                             |

#### Girone di ritorno
| Arbitro: | Cruciani (Pesaro) |

|            |           |                             |
| Rocchi 64’ | Marcatori | 1’ Kutuzov 4’ (rig.) Flachi |

| Arbitro: | Paparesta (Bari) |

|                |           |                |
| F. Rossini 79’ | Marcatori | 66’ Vergassola |

| Arbitro: | Messina (Bergamo) |

|  |           |           |
|  | Marcatori | 34’ Diana |

| Arbitro: | Dondarini (Finale Emilia) |

|                                  |           |  |
| Flachi 15’ Tonetto 33’ Diana 74’ | Marcatori |  |

| Arbitro: | Tagliavento (Terni) |

|                  |           |  |
| C. Lucarelli 82’ | Marcatori |  |

| Arbitro: | Dondarini (Finale Emilia) |

|                            |           |                                 |
| Flachi 8’, 45’, 70’ (rig.) | Marcatori | 49’ G. Colucci 88’ Gia. Tedesco |

| Arbitro: | Nucini (Bergamo) |

|  |           |             |
|  | Marcatori | 76’ Tonetto |

| Arbitro: | Dondarini (Finale Emilia) |

|                |           |  |
| Gasbarroni 82’ | Marcatori |  |

| Arbitro: | Rosetti (Torino) |

|          |           |  |
| Kakà 65’ | Marcatori |  |

| Arbitro: | Farina (Novi Ligure) |

|          |           |                       |
| Doni 30’ | Marcatori | 2’ Makinwa 68’ Natali |

| Cagliari 10 aprile 2005 30ª giornata | Cagliari           | 0 – 0 referto | Sampdoria | Stadio Sant'Elia\| Arbitro: \| Ayroldi (Molfetta) \| |
| Arbitro:                             | Ayroldi (Molfetta) |               |           |                                                      |

| Arbitro: | Rodomonti (Roma) |

|                     |           |  |
| Flachi 90+1’ (rig.) | Marcatori |  |

| Arbitro: | Collina (Viareggio) |

|               |           |                |
| Gilardino 39’ | Marcatori | 35’ Gasbarroni |

| Arbitro: | Paparesta (Bari) |

|                               |           |                       |
| Tonetto 33’ Flachi 79’ (rig.) | Marcatori | 90+3’ (rig.) Montella |

| Arbitro: | Rosetti (Torino) |

|                   |           |                      |
| Zampagna 31’, 60’ | Marcatori | 27’ Flachi 75’ Volpi |

| Arbitro: | Gabriele (Frosinone) |

|                                  |           |  |
| Diana 23’ Kutuzov 31’ Edusei 87’ | Marcatori |  |

| Arbitro: | Bertini (Arezzo) |

|                      |           |                |
| M. Pisano 36’ (aut.) | Marcatori | 25’ Castellini |

| Arbitro: | Racalbuto (Gallarate) |

|  |           |             |
|  | Marcatori | 36’ Adriano |

| Bologna 29 maggio 2005 38ª giornata | Bologna          | 0 – 0 referto | Sampdoria | Stadio Renato Dall'Ara\| Arbitro: \| Paparesta (Bari) \| |
| Arbitro:                            | Paparesta (Bari) |               |           |                                                          |

### Coppa Italia

#### Fase finale
| Arbitro: | Castellani (Verona) |

|  |           |                      |
|  | Marcatori | 78’ Doni 90’ Kutuzov |

| Arbitro: | M. Mazzoleni (Bergamo) |

|             |           |                |
| Kutuzov 59’ | Marcatori | 49’ 82’ Franco |

| Arbitro: | Tombolini (Ancona) |

|                      |           |  |
| Bianchi 4’ Suazo 24’ | Marcatori |  |

| Arbitro: | Palanca (Roma) |

|                          |           |                        |
| Doni 18’ 42’ Kutuzov 37’ | Marcatori | 21’, 81’ Mau. Esposito |

## Statistiche

### Statistiche di squadra
| Competizione | Punti | In casa | In casa | In casa | In casa | In casa | In casa | In trasferta | In trasferta | In trasferta | In trasferta | In trasferta | In trasferta | Totale | Totale | Totale | Totale | Totale | Totale | DR  |
| Competizione | Punti | G       | V       | N       | P       | Gf      | Gs      | G            | V            | N            | P            | Gf           | Gs           | G      | V      | N      | P      | Gf     | Gs     | DR  |
| ------------ | ----- | ------- | ------- | ------- | ------- | ------- | ------- | ------------ | ------------ | ------------ | ------------ | ------------ | ------------ | ------ | ------ | ------ | ------ | ------ | ------ | --- |
| Serie A      | 61    | 19      | 10      | 3       | 6       | 21      | 13      | 19           | 7            | 7            | 5            | 21           | 16           | 38     | 17     | 10     | 11     | 42     | 29     | +13 |
| Coppa Italia | -     | 2       | 1       | 0       | 1       | 4       | 4       | 2            | 1            | 0            | 1            | 2            | 2            | 4      | 2      | 0      | 2      | 6      | 6      | 0   |
| Totale       | -     | 21      | 11      | 3       | 7       | 25      | 17      | 21           | 8            | 7            | 6            | 23           | 18           | 42     | 19     | 10     | 13     | 48     | 35     | +13 |

### Andamento in campionato
| Giornata  | 1  | 2  | 3  | 4  | 5  | 6 | 7  | 8 | 9  | 10 | 11 | 12 | 13 | 14 | 15 | 16 | 17 | 18 | 19 | 20 | 21 | 22 | 23 | 24 | 25 | 26 | 27 | 28 | 29 | 30 | 31 | 32 | 33 | 34 | 35 | 36 | 37 | 38 |
| --------- | -- | -- | -- | -- | -- | - | -- | - | -- | -- | -- | -- | -- | -- | -- | -- | -- | -- | -- | -- | -- | -- | -- | -- | -- | -- | -- | -- | -- | -- | -- | -- | -- | -- | -- | -- | -- | -- |
| Luogo     | C  | T  | C  | T  | C  | T | C  | T | C  | T  | C  | T  | C  | T  | C  | T  | C  | T  | C  | T  | C  | T  | C  | T  | C  | T  | C  | T  | C  | T  | C  | T  | C  | T  | C  | T  | C  | T  |
| Risultato | P  | P  | P  | V  | V  | V | P  | V | P  | N  | N  | P  | V  | N  | V  | V  | V  | P  | N  | V  | N  | V  | V  | P  | V  | V  | V  | P  | P  | N  | V  | N  | V  | N  | V  | N  | P  | N  |
| Posizione | 18 | 18 | 19 | 16 | 11 | 9 | 11 | 7 | 12 | 11 | 11 | 13 | 9  | 9  | 8  | 6  | 5  | 5  | 6  | 5  | 6  | 5  | 5  | 5  | 5  | 3  | 3  | 4  | 5  | 5  | 4  | 4  | 4  | 5  | 5  | 5  | 5  | 5  |

Legenda:

Luogo: C = Casa; T = Trasferta. Risultato: V = Vittoria; N = Pareggio; P = Sconfitta.